# Stuart Martin

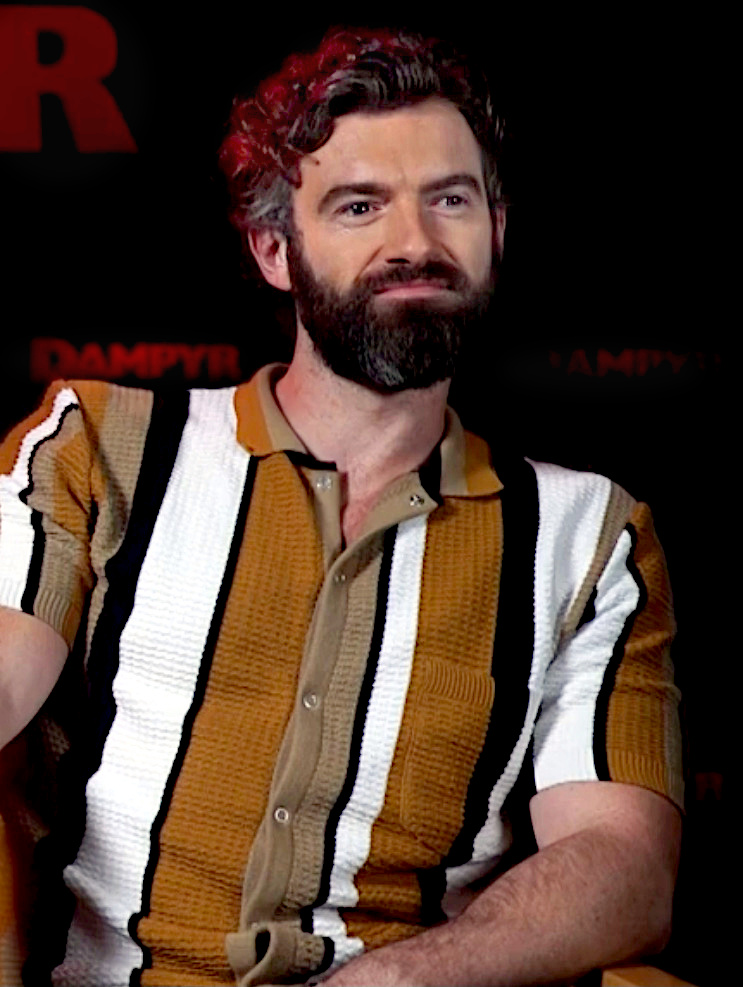
Stuart Martin (2022)

Stuart Martin (* 8. Januar 1986 in Ayr, Schottland) ist ein britischer Schauspieler.

## Leben
Stuart Martin studierte Schauspiel am Royal Conservatoire of Scotland. Seine Frau Lisa McGrillis ist auch Schauspielerin. Martin war seit 2008 in mehr als 40 Film- und Fernsehproduktionen zu sehen, außerdem wirkte er als Synchronsprecher an mehreren Computerspielen mit.

## Filmografie
Theater:
- 2010 und 2012 Black Watch, National Theatre of Scotland[2]

Filme:
- 2014: 50 Kisses
- 2014: My Accomplice
- 2015: Slow West
- 2015: A Song for Jenny (Fernsehfilm)
- 2018: Only You
- 2019: Our Ladies
- 2021: Army of Thieves
- 2022: Dampyr
- 2023: Rebel Moon – Teil 1: Kind des Feuers
- 2024: Rebel Moon – Teil 2: Die Narbenmacherin
- 2025: Surviving Earth

Fernsehserien:
- 2012: Hatfields & McCoys (2 Folgen)
- 2012: River City (2 Folgen)
- 2013: The Field of Blood (2 Folgen)
- 2013: Hebburn (4 Folgen)
- 2014: Game of Thrones (1 Folge)
- 2014: Babylon (7 Folgen)
- 2015: Silent Witness (2 Folgen)
- 2015: Crossing Lines (12 Folgen)
- 2016: Die Medici (8 Folgen)
- 2017–2019: Jamestown (24 Folgen)
- 2020–2024: Miss Scarlet and The Duke (24 Folgen)
- 2021: Crime (4 Folgen)

Synchronisation:
- 2012: Computerspiel Assassin’s Creed III
- 2012: Computerspiel Far Cry 3
- 2013: Computerspiel Assassin’s Creed IV: Black Flag
- 2013: Computerspiel Ryse: Son of Rome
- 2014: Computerspiel Dreamfall Chapters
- 2014: Computerspiel Assassin’s Creed Rogue
- 2015: Computerspiel Grey Goo
- 2015: Computerspiel The Order: 1886
- 2016: Zeichentrickserie Level Up Norge (1 Folge)
- 2019: Computerspiel Anthem
- 2024: Zeichentrickserie Twilight of the Gods (8 Folgen)